# Glade Spring
Glade Spring é uma cidade  localizada no estado norte-americano de Virginia, no Condado de Washington.

## Demografia
Segundo o censo norte-americano de 2000, a sua população era de 1374 habitantes.
Em 2006, foi estimada uma população de 1521, um aumento de 147 (10.7%).

## Geografia
De acordo com o United States Census Bureau tem uma área de
3,3 km², dos quais 3,3 km² cobertos por terra e 0,0 km² cobertos por água. Glade Spring localiza-se a aproximadamente 654 m acima do nível do mar.

## Localidades na vizinhança
O diagrama seguinte representa as localidades num raio de 20 km ao redor de Glade Spring.